# 砥の粉
砥の粉（とのこ）は、板や柱などの着色・目止めや漆器などの「塗り下地」。あるいは、刀剣を研いたりする粉。

## 原料
粘板岩および頁岩の風化作用により生成される超微細な粒子状の粉や人工的に粉末加工された水成岩、砥石を切り出す時に生じる粉末などが利用される。

## 用途
主に桐タンスの仕上げ塗装、木製品の着色・目止めのほか、漆器などの「塗り下地」として利用される。また役者が厚化粧の「下塗り」としても使ったり、顔のシワを隠すために利用されることがある。歴史的には甲冑制作の際に使用される鎧鋼板の黒漆の下地にも使用されていた。

## 安全性
粉末を吸引するとじん肺を発症することが有り、取り扱いに関しては労働安全法上様々な法規制がある。